# 新星雀鯛
新星雀鯛（學名：Pomacentrus simsiang），是輻鰭魚綱鱸形目雀鯛科雀鯛屬的其中一種，分布於印尼明打威群島、菲律賓、帛琉、巴布亞新幾內亞、索羅門群島、萬那度，北至菲律賓、台灣與琉球群島海域，深度0至10公尺，本魚體呈橢圓形且側扁，吻短圓鈍，體被櫛鱗，稚魚體色檸檬黃色，頭部有藍色斑紋，背鰭軟條部有一個鑲藍邊的黑色眼狀斑，背鰭硬棘13枚、背鰭軟條14-16枚、臀鰭硬棘2枚、臀鰭軟條14-15枚，體長可達7公分，棲息在潟湖及沿岸礁石區，成小群活動，以藻類、浮游生物為食，繁殖期時成對出現，雄魚會守護卵直到孵化，生活習性不明。